# Go141
Go141（前身Sex141），是香港的召妓網站，由香港科技大學畢業生陳世雁和張明文於2002年或2003年創立。圖文並茂地介紹各妓女（俗稱一樓一鳳）的服務質素、地址、電話及收費等資訊，網站亦提供討論區供嫖客評論性服務。
其網站伺服器設於海外，故遭警方多次掃蕩後仍能繼續運作，且業務更擴張至澳門、臺灣、日本、泰國等鄰近東亞國家，唯幾代網站負責人均先後被控以「依靠他人賣淫為生罪」並入獄。

## 歷史

### 背景與創立
2000年開始香港色情書刊嘗試把部分召妓廣告上載到互聯網，獲得不錯的評價。之後色情網站man169開始提供指壓場資訊和網站派人嘗試光顧性服務後的感想文章，引來其他網站仿效。2002年，香港警方展開了一系列打擊當地組織性性交易的行動，致使不少性工作者改以個體形式營運。同期廉政公署接獲舉報，稱香港警方內部成員會預先向不遵守有關規管法例的性工作者提供行動的資訊，於是決定調查。
2002年或2003年，香港科技大學畢業生陳世雁因得知上述情況和沒決定發展方向，而模仿man169，跟張明文一起創立召妓網站。陳世雁當時了解到性工作者在報章刊登廣告需花費一格65港元，於是決定容許他們以月費1000港元（平均每天約35港元）的方式在網站作同樣的事。兩人於是創立公司KCMC，並透過向資訊網絡有限公司租用伺服器的形式開設網站「Sex141」，當中的「141」取自一樓一鳳的英語「one floor one」發音。其中文名稱則取名為「香港一樓一服務台」。在創立網站後，他們親自去性工作者較為集中的樓宇為網站作宣傳，並詢問他們有沒有付費在自身網站刊登廣告的意願。

### 創辦人被捕
廉政公署在調查上述涉及警務人員不當行為的指控時，發現警長簡國祥與其他警員等人士採用合資形式經營妓院，於是在2003年拘捕他們。陳世雁和張明文於是次事件中因替該些性工作者宣傳而被捕。之後執法人員發現他們兩人沒有涉及妓院經營業務，而決定讓他們保釋，等待進一步調查。執法人員接著決定重點調查該網站，認為其業務也屬於「串謀依靠賣淫維生」的罪行範圍，因此作出拘捕行動。2005年11月7日，獲判罪成。10天後宣判，裁定他們需入獄八個月，但可用缓刑兩年代替，此外亦需繳交10萬港元的罰款。判決亦指出他們當時會收取4,000港元的廣告費。此一案件在香港立下因線上賣淫廣告而被法庭判定有罪的先例，陳世雁和張明文也因此獲得較輕的處罰。不過網站在兩名創辦人被判罪成後仍有運作。

### 二代營運者
陳世雁和張明文之後不再參與該網站運作。《文匯報》的報導指該網站改由香港大學畢業生彭文偉及香港城市大學畢業生嚴國彬負責日常運作，不過陳世雁卻表示網站在2006年被一直暗中想擁有Sex141的14K成員「豹哥」搶去，並成為幕後主腦。而營運期間得到黑社會成員兼第三代營運主腦賞識及支持。2007年5月，香港警方又向同類網站作執法行動，Sex141同期以網站維護為由暫停服務。之後運作恢復。同年二代營運者彭文偉及嚴國彬被捕，罪成被判2年及2年半刑期。

### 三代營運者與2013年執法行動
在第二代營運者被捕後，由於其伺服器位於美國，網站仍繼續使用域名Nightlife141.com運作，改由四名大學畢業生跟性交易集團合作聯合營運，並開始提供澳門、台灣、泰國等地的召妓資訊。主腦則為認識第二代營運者的黑社會成員陳豹智。與此同時又推出手機應用程式。
2008年香港鳳姐連環劫殺案的消息傳出後，該網站在3月17日開始暫停提供性工作者的資訊，以免兇手透過網站尋找目標，只提供網民討論平台。18日得知警方找到嫌疑人後回復原樣。2011年7月，香港警方又再一次調查Sex141。
2013年4月左右，該網站表示有計劃大力發展台灣方面的業務。12月5日警方採取執法行動，到Sex141位於北角的總部、屯門電腦中心、性交易場所等地拘捕114人，並取得網站所使用的三部伺服器，令它短暫下線。警方形容是次行動「完全瓦解」了Sex141網站。不過網站其後再度上線，內容亦有更新。
警方之後發現跟Sex141有關的公司涉嫌放高利貸和洗黑錢。當中13位涉案人士因洗黑錢、串謀放高利貸、串謀依靠他人賣淫的收入維生等罪而被判處16至48個月刑期或社會服務令。

### 更名與2021年執法行動
Sex141的主腦在服刑期間，透過與外界聯絡的方式創立Sex141的後繼網站Go141。並聘用多間科技公司為網站開發流動應用程式和指南。他們是次改用現場現金交易的形式逃避警方監視。廣告費最終會送到合法業務公司存放。2020年，香港警方開始對Go141作調查。次年5月17日展開拘捕行動，拘捕仍在服刑的主腦等12人，檢獲逾百萬港元的現金及凍結網站約250萬的可動用資產。至於Go141因伺服器位於美國，在5月18日時仍在線。

## 內容
Sex141和Go141皆提供性工作者的個人資料，並容許人們上載自己光顧服務後的體驗。但性工作者要在上面獲刊登，便需向站方付上廣告費。2013年《英文虎報》的報導指出，性工作者亦可額外付費，以讓網站安排化妝服務和拍攝影片。還有它當時會出版月刊，以更大的篇幅介紹每一位性工作者。《Time Out》雜誌的報導則提道網站刊登的性工作者照片「經過大量修飾」。
2013年獨立媒體的報導則表示，Sex141設有「贊助會員計劃」，讓人們透過付費提升會員等級——網站會為已付費者提供搜尋功能和該些工作者的影片。除此之外，它的主頁會向人們顯示「今日之星——鮮花排行榜」，其意在讓嫖客「賣花」送給自己喜愛的性工作者。不過，它實際上是提供給性工作者自行付費作宣傳。2013年左右網站出現欄目「跌錢報告」，以提供平台讓網民批評性工作者。不過，此舉反讓該些工作者需招聘人手為自己寫一篇好評價，而且該一欄目有可能出現假消息。

## 迴響
《Time Out》形容它是「嫖客版維基百科」。2005年，香港大學法律學院副教授楊艾文針對創辦人被判罪成一事評論道，「依靠他人賣淫為生罪」原意是保護性工作者免受性行业操控者剝削，而非處罰Sex141這類向性工作者提供服務的供應商，因此認為執法及司法機構是在針對「因推廣性交易而獲利」這樣的行為本身。2008年，香港《蘋果日報》專欄作者尹思哲讚揚Sex141在鳳姐連環劫殺案的消息傳出後停止服務的決定。台灣《蘋果日報》曾引述不具名美國官員指Sex141「危害亞洲」。2013年7月時，它在香港Alexa網絡流量排行榜中排126位。